# 2020年の中国による海上での香港居住者の拘束

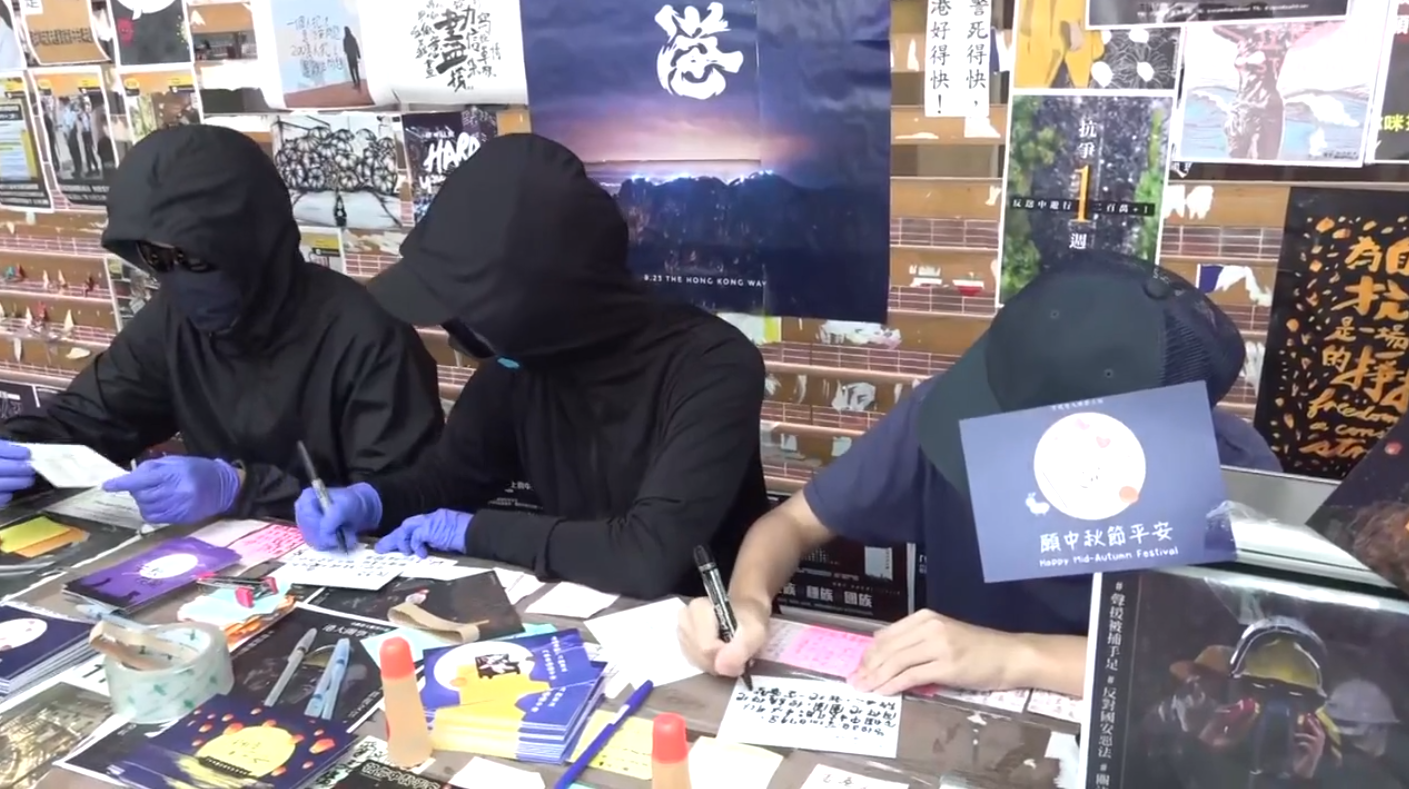
2020年9月22日の学内の香港大学学生啓発ブース

8月23日、不法越境の疑いで広東省当局が一台のモーターボートを拿捕し十余名を拘留した、と中国海警局が国内ソーシャルメディアにおける2020年8月26日付の投稿で公表した。
発表によると、この事件が起きた箇所は南シナ海洋上の、香港島から約78キロメートル離れた点であったとされる。
匿名筋から得た情報を基に二つの報道機関が、この事件において台湾への途上で総勢12名の人物が拘留されこの中の少なくとも10名は香港居民であったと報じ、8月27日『ガーディアン』紙がこれを引用した。
この匿名筋によると、拘留された人物の中には李宇軒という活動家の姿があった。李はこの事件を遡る8月10日に香港国家安全法に関わる容疑で逮捕され、後に保釈された人物である。
香港警務処処長である鄧炳強は8月27日にメディアに対し、既にこの拘留についての報告は受けており、警務処は中国当局に対し情報提供を要求しているところであると語った。
中国当局が公表した情報は、拘禁者の状況に関する不十分なものに限られている。9月13日、中国当局は拘禁者が深圳市の塩田拘留センターに移送され「強制的な犯罪拘禁」下に置かれたと発表した。同日のTwitterの投稿で、中国外交部の報道官である華春瑩は拘禁者らを、中国本土から香港を分断しようとする「分子」であると表現した。当局は拘禁者が家族の選任した弁護士と接見することを繰り返し拒否した。拘禁当局の主張によれば、拘禁者らは公設弁護人による弁護を受け入れているのだが、家族らがこれに反対しているのだという。香港保安局局長である李家超は時を前後して出した声明において、香港政府は今後も動向への注視を続け、入境事務処は拘禁者の家族らと連携を取りながら援助していくと述べたが、一方でこの事件において中国側が自国の法を執行することに対し香港政府は干渉する意思はないことも仄めかした。
事件後の数週間に渡りこの事件は香港内に留まらず国際的にも関心を集め、9月11日にはアメリカ国務長官であるマイク・ポンペオが記者会見の場で、拘禁者らが家族が選任した弁護士と接見する機会がないことと同様、彼らへの福利にも懸念を寄せていると述べている。

## 拘禁者の推定される身元
当初の情報では広東沿岸警備隊は李と鄧という拘禁者2名の姓のみを公表したが、その他の氏名に関する情報は示さなかった。南華早報は活動家李宇軒がここで言う李に該当すると報じた。フルネームが北京系のメディア文匯報から初めて発表されても、一部の家族は、その正確さに疑念を抱いた。その間に保安局は大陸の保安局から拘禁者の年齢が16歳から33歳であるとの通知を受け取ったと言った。10月3日現在香港では誰も身元を確認していない。3分の1が香港の市民権とポルトガルの市民権を持つ一方で、拘禁者の内2人は、イギリスの海外パスポートを所持している。
- 鄧棨然（30）：警察が湾仔で爆弾製造用の材料を発見した際に放火を企図したとして逮捕され告発された。フルネームが未だに正式に公表されない中で「鄧という姓の容疑者」として中国の報道により確認された。鄧はボートを操縦した集団の指導者であるとして告発されている[12][13]。
- 李宇軒（29）：民主主義擁護団体「Hong Kong Story」の創立会員で、反政府系国際団体「Stand With Hong Kong」と地元の抵抗団体「Dragon Slaying Brigade」と深く結びついている。マネーロンダリングと新しい国家安全維持法違反の罪で特に「外国勢力と共謀した」として8月10日に香港警察に逮捕された。12人の中でただ一人国家安全維持法に違反したとされる人で、従ってただ一人香港の司法制度では審理されない可能性がある[14][15]。
- 黃偉然（29）：黃は爆発物製造に用いられたと警察が疑った化学薬品や電子部品などが押収されることになる境界の町近くの自宅を警察が手入れすると2020年1月16日に逮捕された[16]。2月14日に保釈され、毎日地元警察に報告することを命じられた。黄の最後の警察への報告は、8月22日で、8月24日には法廷に現れなかった。香港の裁判所は、8月26日に黄に対する逮捕状を発行した[17]。
- 李子賢（29）：李は2019年9月29日に「暴動」を企んだとして逮捕され、既に出廷していた[18]。
- 張俊富（22）：香港公開大学学生。張は違法に武器を所持したとして香港警察に逮捕され、保釈された[19]。
- 厳文謙（21）：張と共に厳は同日香港警察に逮捕され、保釈された[20]。
- 張銘裕（20）：逮捕された際、張は裁判前の保釈中であった[21]。
- 郭子麟（18）：香港大学学生。ポルトガル系のために市民権が在マカオ・香港総領事パウロ・クニャ・アルベスにより確認されたポルトガル人である[22]。アルベスはポルトガル市民権により保護されるとして郭の人権を擁護する中国の官僚と働くことを誓ったが、中国当局者は香港の居住権を有するなら中国市民として扱われると応えた。郭は2019年11月の香港理工大学での衝突（英語版）における暴動で香港警察に逮捕された[23]。
- 鄭子豪（17）：放火を企てたとして香港警察に逮捕され、保釈された。家族は甲斐なく8月24日に失踪の報告に警察に行った。香港政府からの正式な報道発表の2日前の翌日に警察は中国の広東沿岸警備隊の逮捕状を家族に示した[24]。
- 廖子文（17）：同じ事件で鄭子豪と同様の状況で、廖は2019年9月にモロトフを所持したとして保釈された[25]。
- ホアン・ラム・フク（黃臨福、16）：ホアンにはベトナム市民権がある。2019年10月の立場新聞の報道によると香港警察に逮捕・拘禁され、虐待を受ける可能性があった。放火とモロトフカクテル3種を所持したとして逮捕された[26]。
- 喬映瑜：得られる情報は多くないが、団体の共同代表として告発されている[13][27]。

## 背景
多くの情報が公表されなかったり確証が持てないためにこの事件は様々な新聞から推測された。
8月23日に拿捕が起きたが、8月26日まで中国の沿岸警備隊から情報は公開されなかった。8月26日のソーシャルメディアの書き込みでGPS上の位置やいつ逮捕されたか、拘禁された香港居住者の数が示された。
8月28日に推測される拘禁者についての詳細が「匿名の情報源」を引用しながら文匯報から公開された。ラジオフリーアジアによると逮捕された人々は、恐らく「（中国領域への）違法な国境横断」で告発され大陸中国で収監されている。メディアが発表した（当局から正式に発表されたものではない）逮捕された人の名前に香港の民主派活動家があり、一部は早い時期に香港警察からデモ関連の犯罪で告発され、一人は新しい国家安全維持法により告発された。
国営の新聞によると12人は東部香港の西貢区のドックを8月23日午前7時頃に出発した。元々台湾支配の東沙諸島まで行くことを計画し、台湾島の屏東県まで行けるように船を改造したと報道された。中国当局が言うことが事実なら厳密には中国が所有していないが隣接地域内の場所である疑わしいGPS上の場所（北緯21°54'00、東経114°53'00）で午前9時頃に止められ拿捕された。

## 反応

### 香港政府と中国政府の反応

#### 2020年8月27日-28日
香港警察は逮捕に際しての中国当局との協力関係を否定した。
香港保安局は中国政府から12人の拘禁者に関連する情報を受け取ったことを確認した。保安局は家族と拘禁者に手を貸すことを約束した。
沿岸警備隊が基地を置く省である広東省で公安部と省当局の報道官は、更に詳細を公表することを拒否した。

#### 9月1日
林鄭月娥行政長官は記者会見で香港政府は香港市民を擁護する枠割りを演じるが別の司法領域で違法行為が行われれば香港は介入できないと言った。

#### 2020年9月4日
家族から指名された人権弁護士盧思位と任全牛は、接見を拒否された。二人は中国当局者が事件を追及するのを思いとどまらせようとしたと報告した。

#### 9月13日
前日からの拘禁者の家族の記者会見が香港政府の介入と逃亡犯引き渡しの可能性を弁護すると、塩田拘禁所は初めて公式に12人の拘禁者が確かに塩田にいることを確認した。その間に華春瑩中国外務省報道官は公式にTwitterで「違法な国境横断」より厳しい表現であり新しい国家安全維持法により罰せられるとする表現で12人の拘禁者が「中国から香港を分離しようと」した犯罪者であると述べた。関連する犯罪が「大陸と特別行政区政府の司法権の枠内にあり法の施行を妨げない」と主張しながら、香港政府は中国の司法権を妨げる立場を採らないと再度断言した。

#### 9月19日
李家超保安部長は無綫電視の取材で香港当局は5日後に拿捕を知らされただけで香港からは誰も12人に会ってはいないとはいえ12人の拘禁者全員の健康状態は良いと認めた。この拘禁者は中国から与えられた弁護士を既に選任していると主張し続けた。ラジオの単独取材で張建宗政務司司長は香港の入国審査部門と広東省の香港の経済と貿易担当部署が逮捕されてから家族と80回接触していると言ったが、手は携えていると主張した。

#### 9月26日
香港政府は12人の拘禁者が「逮捕された」ことを現在是認していると伝える報道発表を行った。中国の刑法によると、通常の裁判手続きに移る前の最長拘禁期間や接見禁止期間、保釈は37日である。

#### 9月30日
他に動きもなく37日間の法律上の拘禁期間の最終日に、12人の内2人が組織的な密輸の罪で正式に告発され、残りの10人が「違法に国境を越えた罪で」告発された。

#### 10月12日
林鄭月娥香港特別行政区行政長官はこの日の記者会見で記者から12人を保護する努力について聞かれると深圳市で習近平中国共産党総書記と会うことになったので「この12人について最早話す意思はない」ことを明らかにした。

#### 10月23日
現在選挙が延期されているために北京寄りの議員が多数を占める香港立法会は、次の会合で12人を議題にし李家超保安部長と拿捕された香港居住者について議論する要請を否決した。

#### 10月27日
38都市が12人の拘禁者の釈放を要求して関わった週末の世界的な「12人を救え」運動への反応として、香港政府と中国政府は国際的な非難と圧力に「非常に良心的かつ強固に反論するであろう」と述べながら、林鄭月娥は香港政府の立場を擁護し続けた。

#### 10月28日
事件に詳しい活動家がグループチャットで家族が任命した弁護士少なくとも5人が依頼者のために働くことを止めるよう中国司法局の様々な所から口頭で警告されたと語った。先立つ10月22日、家族が任命した弁護士5人が拘禁所を訪れたが、拘禁者には弁護士が二人任命されているとの理由から再び入場を拒否された。家族が任命した弁護士盧思位はこの弁護士は政府が任命した者かも知れないと考えた。

### 推定される拘禁者の家族の反応

#### 9月12日
何の知らせもなく20日が過ぎ、12家族の内6家族が政治家鄒家成と朱凱廸、涂謹申の助けを得て合同記者会見を開いた。家族は香港政府が不承不承行った手助けの申し出と家族との面会を政府が拒否したことを公然と非難した。国際的な人権条項に従うよう中国に圧力をかける国際的な支援を要請したことから、中国政府と要求を香港政府が交渉する手助けも求めた。4つの要求に拘禁者に適用され安全に管理された薬を処方することを認め、拘禁者が家族に電話をかけることを認め、中国政府から任命された「国選弁護士」を拒否し、この人々を公平な審理のために香港に釈放することがある。

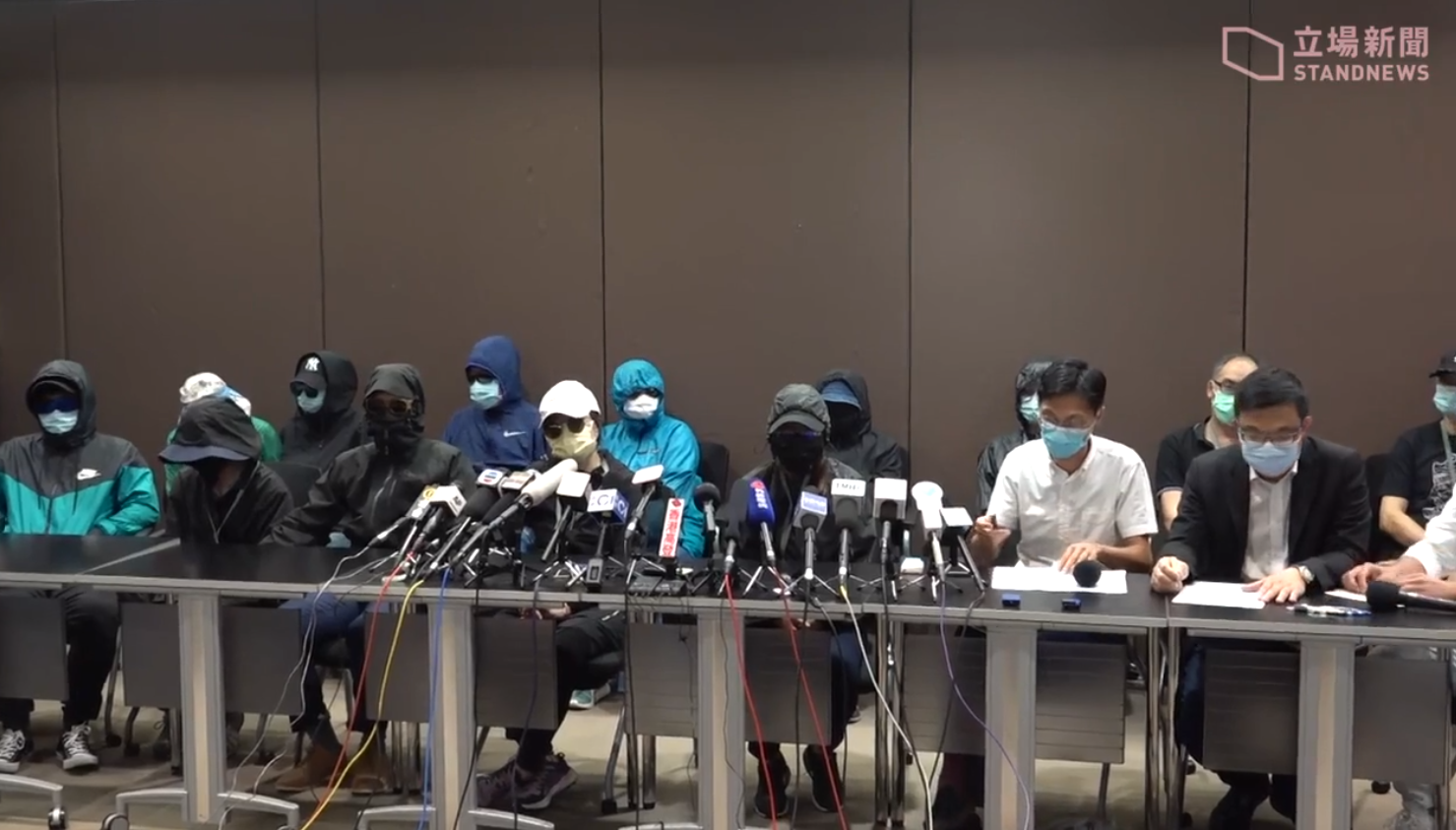
2020年9月12日に家族が行った最初の記者会見

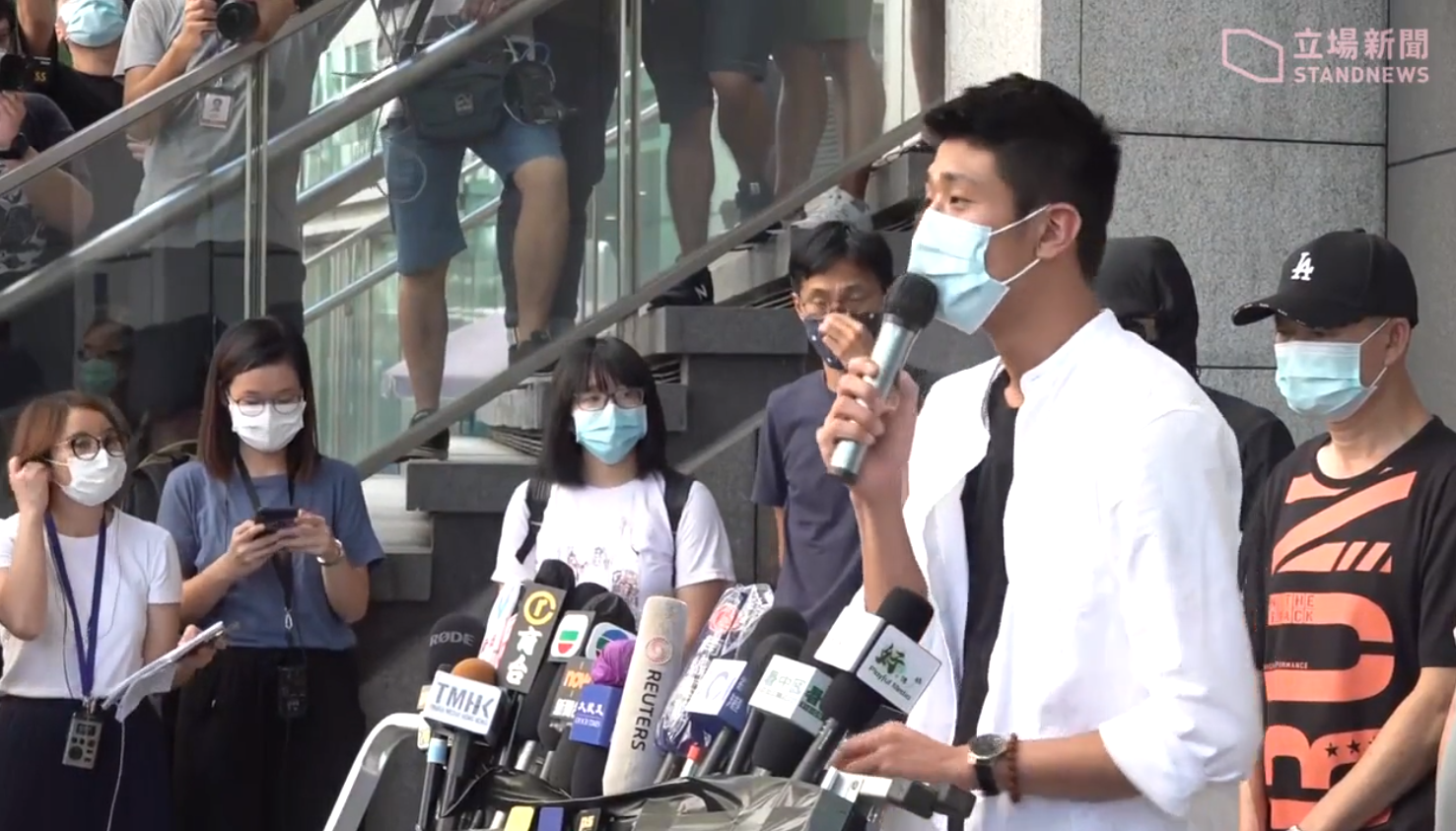
2020年9月20日の2回目の記者会見で話す地元主義の活動家鄒家成

#### 9月20日
「責任逃れをし単なる申し訳で大衆をまごつかせただけ」として拘禁者の家族は、香港政府を非難し続けた。家族が弁護士を任命したことを逮捕された人々に知らせるために家族は海上のレーダー位置の明確で精密な証拠と拘禁者の最近の写真を示すよう香港政府に求めた。

#### 9月30日
数人の議員と共に4家族が請願しに中央政府駐香港連絡弁公室に行った。大衆に嘘をついたとして香港政府を非難し、公安部長と行政の代表者が拘禁者が家族と会えることを認めるよう求めた。現在までのところ6人の弁護士が事件から手を引き、13人の弁護士が事件を取り上げないよう中国政府から圧力を受け、10人の弁護士が拘禁者に接見することを拒否された。

### 香港市民の反応
9月2日、中国当局による不安定な人権状況と情報の欠乏を引き合いに出しながら沙田区の議員は香港政府が12人の拘禁者が釈放され香港に戻れることを確実にするよう懇願するGoogle様式の署名を開始した。同日別の香港市民はアメリカ合衆国にこの事件を意識させる10万件以上の署名を集めるホワイトハウス署名を開始した。
ネチズンはソーシャルメディアに中国政府の「ブラックボックスの運用」の認識を広めることを願ってハッシュタグ「#save12hkyouths」を開始した。

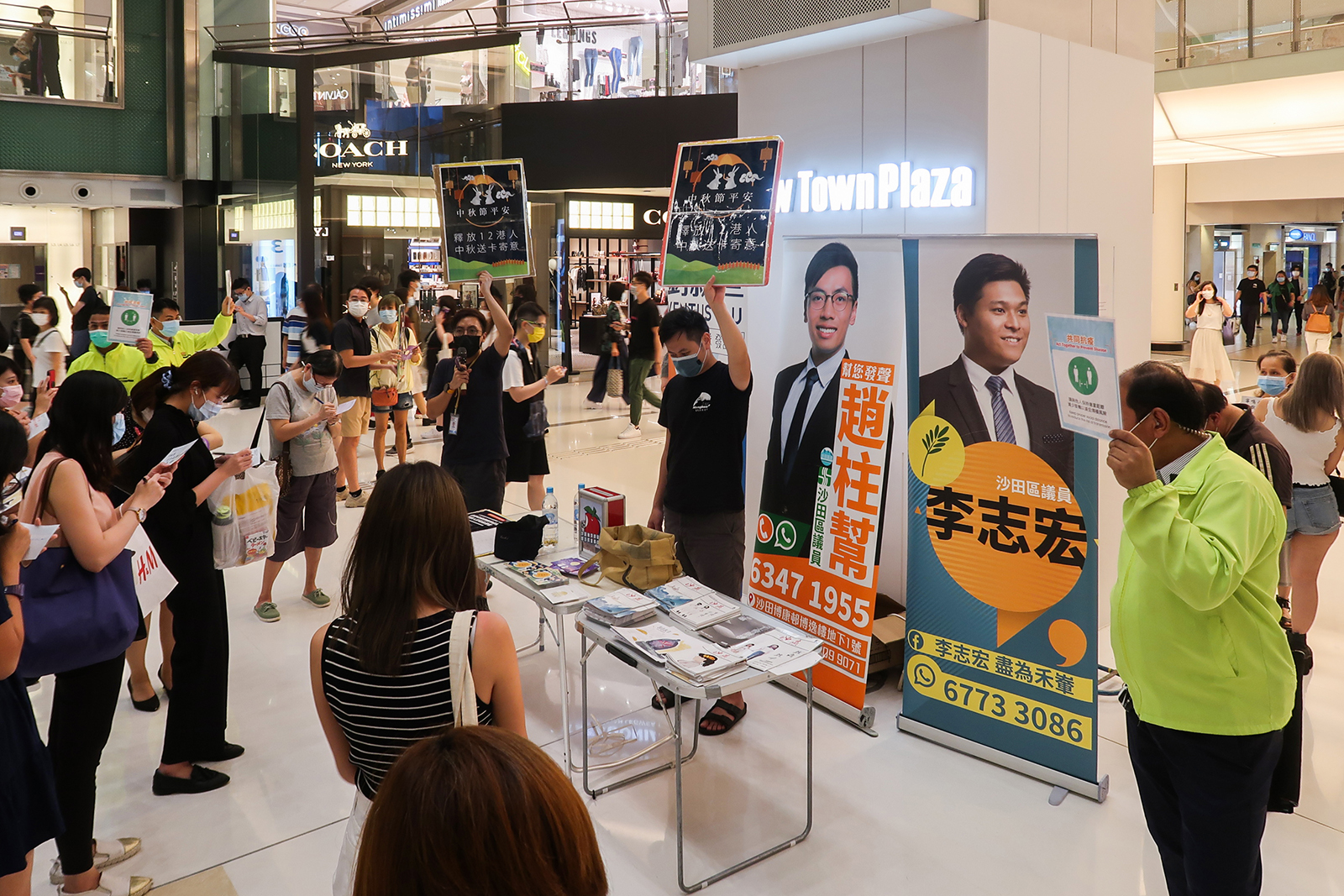
12人の拘禁者を支援する2020年9月23日の沙田区議員の街頭ブース

9月を通じて100名を超す区議会議員がこの12人に対する意識を高める街頭ブースを設置した。警察はしばしば干渉した。
9月22日の早朝に香港大学の学生が事件を認識させ支持葉書を集めに大学構内に戻るためにブースを設置した。10月1日に香港居住者が毎年の中秋祭を祝ったために区議会議員と様々な民主派団体は、拘禁者への支援を言葉に表す街頭ブースを設置した。
10月2日に香港の支援者数人が「12人を守れ」というネオンサインを示しに象徴的な香港の山頂である獅子山の山頂に辿り着くために2時間かけて登った。

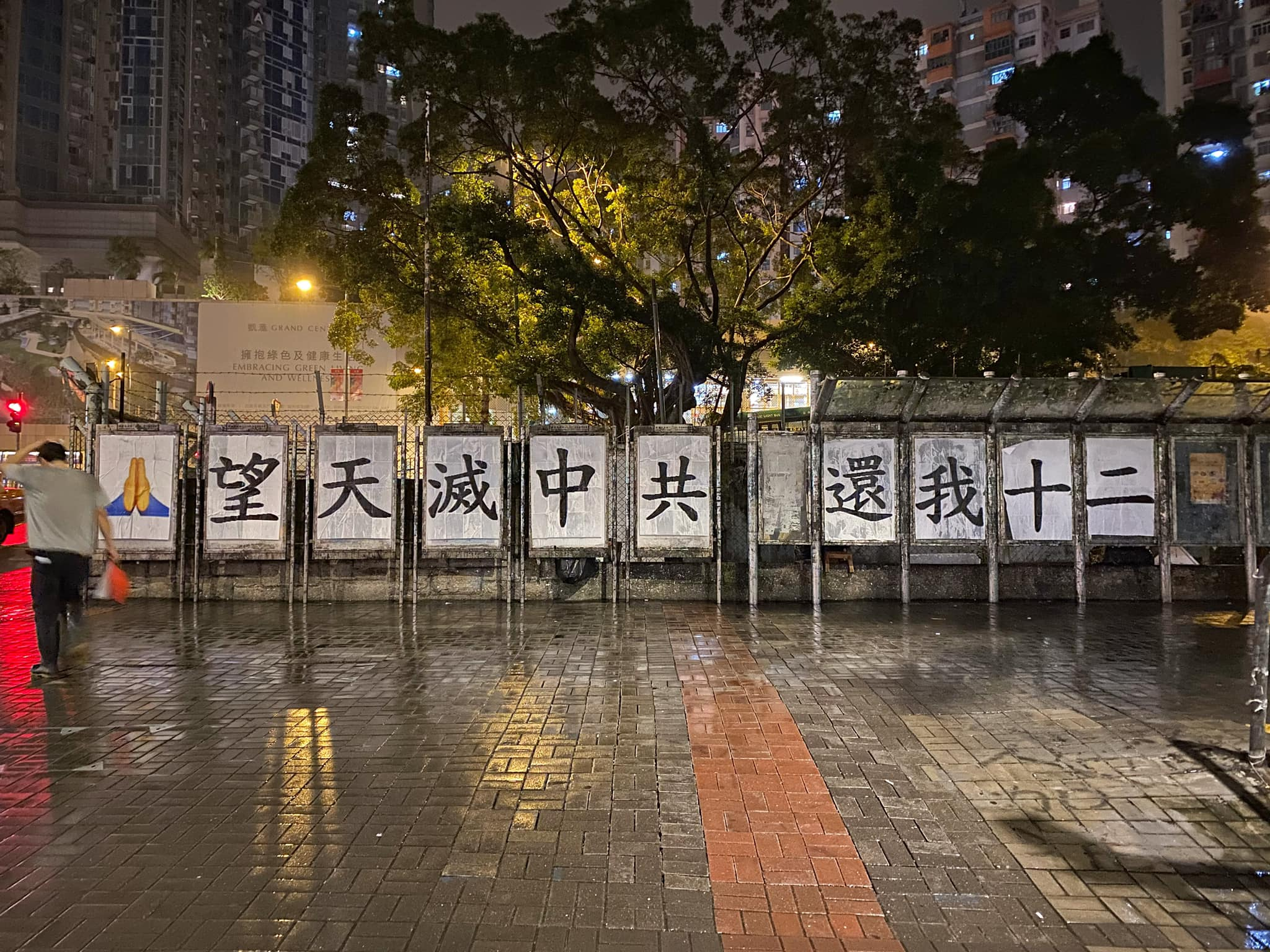
「中国の共産主義が絶滅し12人が無事に戻れるよう神に祈ろう」と大まかに訳せるこのメッセージ「望天滅中共還我十二」は、観塘で2020年10月13日に掲げられた。

10月7日に抵抗用垂直バナーが「違法な拘禁、12人の釈放」（「禁錮無理 釋放12子」）の語句と共に九龍山頂に掲げられた。その間に香港市民はポスターやバナーを掲示することで関心を示し続けた。
Facebookで同時中継された10月25日の「12人の香港の若者を救おう」に関心のある団体による事実上のデモは、約32万人が視聴した。冒頭の声明で活動家鄒家成は香港当局が香港人を中国に送ろうと大陸の協力者と共謀したことを示唆した。先立つ10月6日に香港の林鄭月娥行政長官は、香港警察が妨害に関わるように支持していた。

### 国際的な反応

#### ポルトガル
マカオと香港を担当するポルトガルの総領事は、名字が郭という拘禁者の一人がマカオに関連するポルトガルの市民権を持っていることを確認したが、領事館は郭に対する法的ではない人道的な援助を行うだけであることを強調した。

#### アメリカ合衆国
9月12日、マイク・ポンペオアメリカ合衆国国務長官は状況に対して「重大な憂慮」を表明し、「香港居住者の権利の擁護と刑事手続きを当局が保証することを求めて林鄭行政長官の表明する関与を」質問した。翌日モーガン・オータガスアメリカ合衆国国務省報道官は逮捕は「香港の人権状況が悪化している別の例」であるとツイートし、中国に「刑事手続きを保証する」ように要請した。
10月13日にマイク・ポンペオアメリカ合衆国国務長官は「犯罪を犯していない」が伝えられるところでは台湾に向けて香港を脱出している間に中国に拘束されたと言いながら事実上の受賞演説で12人の香港居住者を擁護した。香港の民主派活動家羅冠聡は、香港の政治的自由のために引き続き支援が受けられることでIRIを賞賛し、中国の権威主義に抵抗することを自由を愛する全ての国に求めた。

#### 台湾
2019年7月の香港7.1衝突以降香港から台湾に脱出した多くの抵抗者が後に香港に戻る一方で、200名を超える活動家が2020年6月現在台湾に留まっている。ボートで来て台湾で難民申請をする香港居住者についてメディアに聞かれると、台湾の蘇貞昌首相は、「政府は香港からの人々に対して心配している」が「香港人民を助けることに関しては明らかにできない個別の事例である」と述べた。

#### イタリア
イタリアの民主主義擁護の政治団体イタリア急進主義者は、50日間中国の沿岸警備隊に逮捕され接見不能の12人の香港居住者への認識を高めるためにイタリア全土で10月12日から12日間の行事を行った。加えて会員は拘禁に抵抗するために12日間のハンガーストライキを開始した。

#### イギリス
12人の推定される拘禁者の内4人は在外英国国籍の（BNO）パスポートを所持している。10月13日、イギリス議会は香港に関する討論を行った。ナイジェル・アダムス議員はイギリス政府が既にこの4人の権利について中国政府と連絡を取っているとはいえ中国政府は中国が二重国籍を認めていないために「絶対にイギリス領事の接見を承諾しないし」BNO権利者への領事の支援は香港やマカオ、大陸中国では承諾されていないと述べた。10月21日、60名を超す議員は、12名の活動家を釈放するように林鄭月娥と中国の関係者に圧力をかける「外交上の優先事項」とするようドミニク・ラーブ外相に要請した。

#### ネチズン

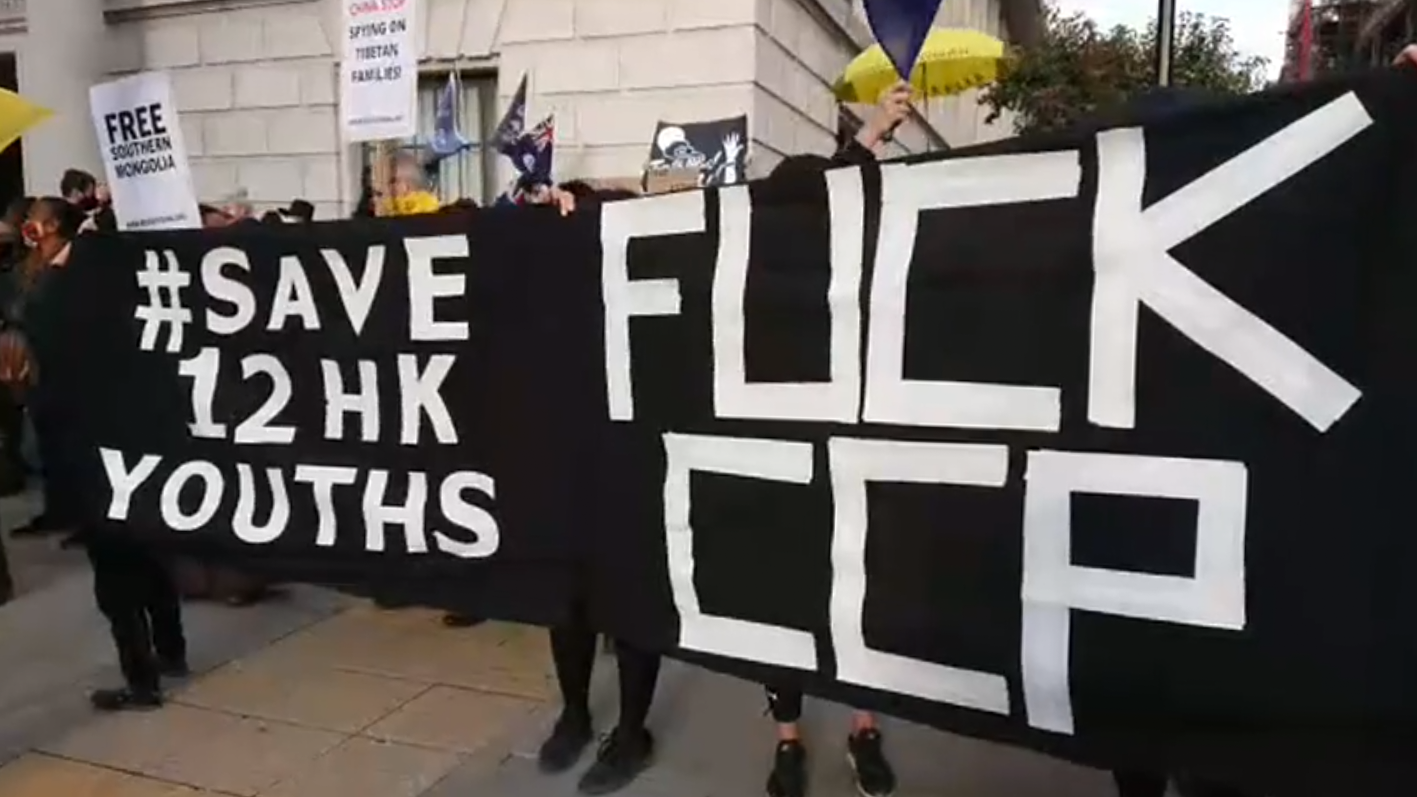
2020年10月1日の中国の祝日のロンドンの中国大使館前のデモ

2020年10月1日にデモ隊が12名の拘禁者の釈放を要求する看板を持ってロンドンの中国大使館前に現れた。
10月上旬からスウェーデンの気候活動家グレタ・トゥーンベリや芸術家・風刺画家・権利活動家のバディウツァオのような様々な国際人士がソーシャルメディアで12名の拘禁者への認識を高めるのを助ける「#Save12HKYouth」を掲げた。運動は人権組織香港観察により始められ、この拘禁を大陸で出廷させるために民主派活動家を送還するのが一般化するなら影響を与える「香港の分岐点となる事例」と名付けた。
10月23日から25日にかけての週末に世界の30を超す都市が市民や地元政府にこの12名の拘禁者を認識させる支援行事を行った。

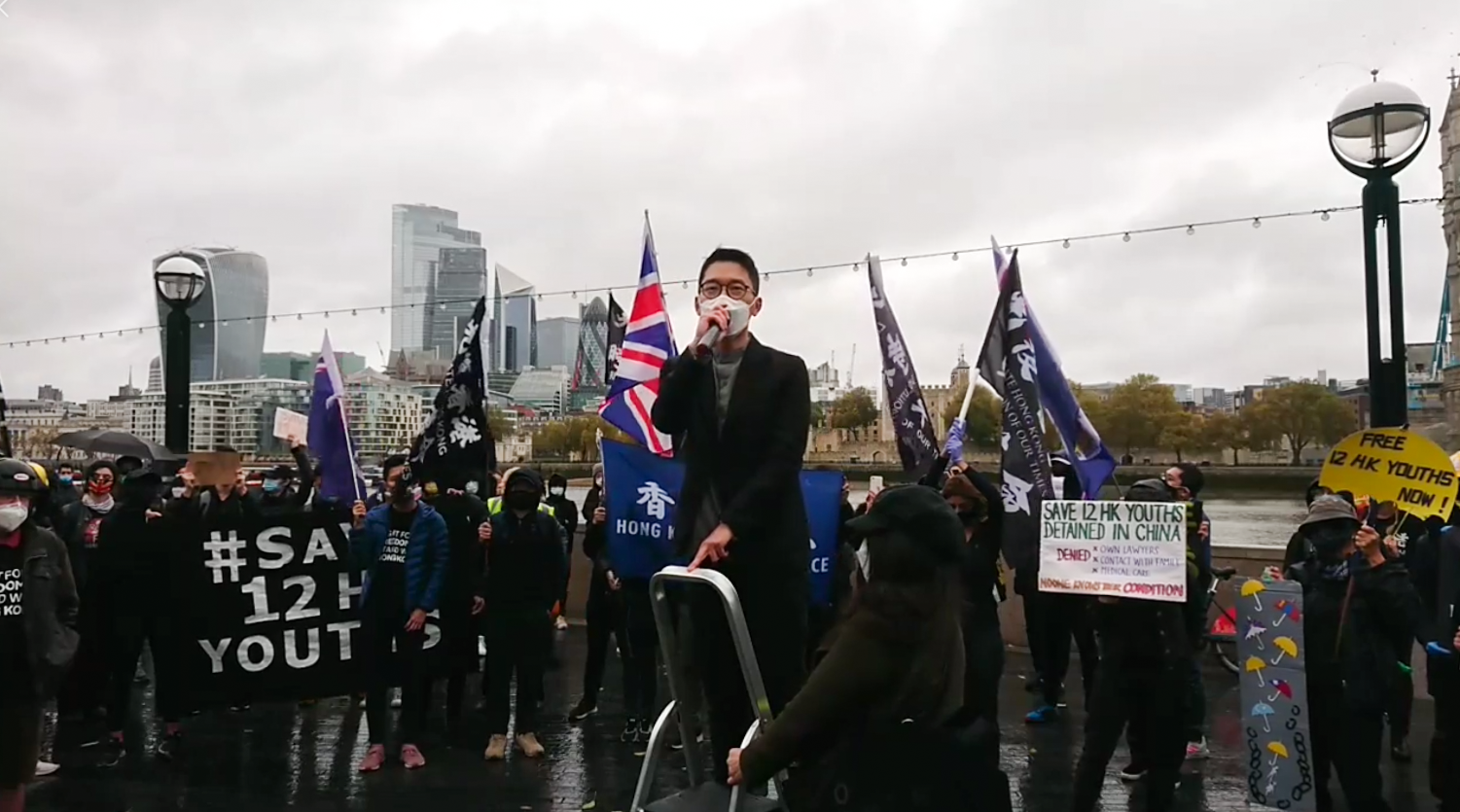
2020年10月24日のロンドンでの連合行事で演説する民主派活動家羅冠聡

## 論争

### 正確な逮捕場所が確証されていない
中国の沿岸警備隊は逮捕したGPS座標を公表したが、その場所が中国領内であることを支持する別の確かな証拠はない。香港警察は中国の沿岸警備隊が香港水域に入った確証はないと述べたが、香港の弁護士と接触した一部の香港の漁師は、逮捕が香港領域で行われるのを目撃したと言った。

### 延長・延期される審理期日
香港に国際的に尊重される司法制度がある事実に照らせば、中国に国際的に証拠書類で立証される人権侵害がある。この12名の拘禁者の扱いは、多くの人が重大な憂慮をしている。この人々が30日を超える拘禁期間を過ぎて現在「逮捕されていても」いつ起訴と審理が行われるか明らかな気配はない。従ってこの不明確な状況は、長期収監と終わりなき曖昧な人権戦になるかも知れない。

### 脱走未遂に関する大公報の記事
大公報は8月29日のオンライン版で黄という姓の台湾の牧師と共同で香港の聖職者朱耀明が脱走未遂を支援したという記事を発表した。同じ手法で発表した返答で朱はこのことを否定し、話を故意に捏造したと新聞を攻撃した。

### 逮捕に際しての香港警察の役割に関する主張
9月20日、二人の家族が逮捕された1日後の8月24日に別々に息子が行方不明になったと伝えに警察署に行ったことを記者に明らかにした。行方不明者の報告は警察に受理されなかったとはいえ、逮捕の2日後だが報道が明らかになる3日前に記録がどのように得られたか質問しながらある警官は行方不明者の携帯電話の記録を家族に示した。別の家族は、拘禁場所がメディアから報じられる1日前に息子が現在塩田区で拘禁されていると言われた。
10月5日、政府飛行サービス隊（GFS）が言われるところでは逮捕前にボートを探知していたことが報じられた。飛行探知サイトFlightAwareのデータによると、GFSに属する飛行機が8月23日午前4:19に香港国際空港を離陸し、12人が西貢区を出発したとされる午前7時まで西貢区周辺を旋回した。飛行機は12名の拘禁者が東南の香港国境を越えたとされる時刻とも一致する午前7:30に東南の香港水域に向かった。譚文豪議員は飛行士としても働いていて、GFSの飛行機がボートの探査を行っていてスピードボートの情報を大陸に伝えていたかも知れない可能性が非常に高いことを指摘した。「人民の小さなこと」が「香港政府を中傷し警察を攻撃しあれこれと捏造するいかなる機会」にも音を上げなかったと述べながら、林鄭月娥行政長官は12名の妨害に香港警察の関与を裁決していた。

## 参照
1. ↑  “Twelve arrested at sea while trying to flee to Taiwan from Hong Kong”. The Guardian (2020年8月27日). 2020年12月1日時点のオリジナルよりアーカイブ。2020年10月12日閲覧。
2. ↑  Soo, Zen (2020年9月14日). “China confirms it detained 12 Hong Kongers at sea last month” (英語). KSAT / Associated Press. 2020年10月3日閲覧。
3. ↑  @SpokespersonCHN (2020年9月13日). "Seriously?! Fact check..." X（旧Twitter）より2020年11月28日閲覧。
4. ↑  “China: 12 Hong Kong Protesters Held Incommunicado” (英語). Human Rights Watch (2020年9月28日). 2020年11月27日時点のオリジナルよりアーカイブ。2020年10月3日閲覧。
5. ↑  “Lee Ka-chiu says HK will not meddle in mainland law enforcement”. The Standard (2020年9月14日). 2020年10月27日時点のオリジナルよりアーカイブ。2020年10月22日閲覧。
6. ↑  Lau, Jack (2020年9月30日). “Hong Kong national security law: 26 arrests so far, resignation of a foreign judge, and suspension of a middle school pupil mark third month”. South China Morning Post. 2020年10月13日時点のオリジナルよりアーカイブ。2020年10月14日閲覧。
7. 1 2  Wong, Rachel (2020年9月9日). “Rights lawyer says China may have appointed 'state lawyers' to Hongkonger arrested whilst fleeing by boat” (英語). Hong Kong Free Press HKFP. 2020年11月25日時点のオリジナルよりアーカイブ。2020年10月5日閲覧。
8. ↑  “Hong Kong: China arrests 10 after intercepting boat 'fleeing Hong Kong'”. www.bbc.com (2020年8月27日). 2020年9月2日時点のオリジナルよりアーカイブ。2020年10月21日閲覧。
9. 1 2  “Mainland confirms arrest of 12 'who fled to Taiwan'”. rthk.hk (2020年8月28日). 2020年10月26日時点のオリジナルよりアーカイブ。2020年10月21日閲覧。
10. 1 2  “怒海之後 12 港人送中案全紀錄專頁 | 互動專頁 | 立場新聞” (中国語). 立場新聞 Stand News. 2020年11月17日時点のオリジナルよりアーカイブ。2020年10月3日閲覧。
11. ↑  “Families fear for Hong Kong ‘speedboat fugitives’ in China custody”. Hong Kong Free Press / AFP (2020年9月12日). 2020年11月25日時点のオリジナルよりアーカイブ。2020年10月13日閲覧。
12. ↑  “【潛逃港人】12港人涉嫌偷渡案 鄧棨然原被控串謀意圖縱火 負責開快艇” (中国語). 2020年10月4日時点のオリジナルよりアーカイブ。2020年10月3日閲覧。
13. 1 2 3  “China approves arrest of Hong Kong ‘speedboat fugitives’ as 2 face more serious charges”. Hong Kong Free Press / AFP (2020年10月1日). 2020年11月11日時点のオリジナルよりアーカイブ。2020年10月28日閲覧。
14. ↑  “The arrested: Hongkongers caught up in Beijing's national security law”. The Guardian (n.d.). 2020年11月28日時点のオリジナルよりアーカイブ。2020年10月22日閲覧。
15. ↑  “李宇軒年初接受本台專訪：「香港自由民主法治化為烏有」” (中国語). Radio Free Asia. 2020年10月31日時点のオリジナルよりアーカイブ。2020年10月3日閲覧。
16. ↑  “A Hong Kong protester's farewell note and failed escape”. www.japantimes.co.jp / Reuters (2020年9月25日). 2020年10月30日時点のオリジナルよりアーカイブ。2020年10月22日閲覧。
17. ↑  “眾新聞 | 【12港人內地拘留】上水製炸藥案被告涉潛逃被拘留內地 裁判官令充公75萬元保釋金” (中国語). 眾新聞. 2021年1月24日時点のオリジナルよりアーカイブ。2020年10月3日閲覧。
18. ↑  “被扣深圳港人家屬稱兒子在港控罪與國安法無關” (中国語). Now 新聞. 2020年11月30日時点のオリジナルよりアーカイブ。2020年10月3日閲覧。
19. ↑  “遊行前夕被搜攻擊性武器 公大生再申保釋終獲批 (18:20) - 20191227 - 港聞” (中国語). 明報新聞網 - 即時新聞 instant news. 2020年6月24日時点のオリジナルよりアーカイブ。2020年10月3日閲覧。
20. ↑  “7人被控串謀遊行傷警及藏槍 4被告續還柙 | 獨媒報導”. 香港獨立媒體網. 2020年9月7日時点のオリジナルよりアーカイブ。2020年10月3日閲覧。
21. ↑  馮家淇 (2019年12月9日). “【警檢真槍案】5青年涉串謀傷人 控方指短訊曾提：槍手會亂開槍” (中国語). 香港01. 2020年10月3日閲覧。
22. ↑  “Portuguese envoy pledges ‘humanitarian’ support for detained Hongkonger” (英語). South China Morning Post (2020年9月2日). 2020年9月24日時点のオリジナルよりアーカイブ。2020年10月3日閲覧。
23. ↑  “【潛逃離港】12偷渡被捕人士中1人持葡國護照 因有港人身份被視為中國籍” (中国語). 2021年1月20日時点のオリジナルよりアーカイブ。2020年10月3日閲覧。
24. ↑  “【港人送中第 25 天】專訪鄭子豪家姐：弟稱出門釣魚 當日一別重聚無期 政府部門「十問九唔知」 | 立場報道 | 立場新聞” (英語). 立場新聞 Stand News. 2020年10月3日時点のオリジナルよりアーカイブ。2020年10月3日閲覧。
25. ↑  頭條日報. “5男涉灣仔藏汽油彈原料 改控串謀意圖縱火等兩罪” (中国語). 頭條日報 Headline Daily. 2021年6月26日時点のオリジナルよりアーカイブ。2020年10月3日閲覧。
26. ↑  “【10.13 衝突】被控縱火等罪 被告投訴遭警迫唱《願榮光歸警察》 | 立場報道 | 立場新聞” (英語). 立場新聞 Stand News. 2020年10月22日時点のオリジナルよりアーカイブ。2020年10月3日閲覧。
27. ↑  “12港人以偷渡及組織偷渡罪被捕 將在中國受審 香港數團體請願促送回港” (中国語). RFI - 法國國際廣播電台 (2020年10月1日). 2020年10月2日時点のオリジナルよりアーカイブ。2020年10月3日閲覧。
28. ↑  “China arrests at least 10 at sea; HK media say suspects fleeing to Taiwan” (英語). Reuters. (2020年8月27日).  オリジナルの2020年9月4日時点におけるアーカイブ。 2020年11月28日2020-10-03閲覧。
29. ↑  “China arrests 12 fleeing Hong Kong by boat” (英語). The Hindu / AFP. (2020年8月28日). ISSN 0971-751X.  オリジナルの2020年10月8日時点におけるアーカイブ。 2020年11月28日2020-10-05閲覧。
30. ↑  “Chinese Coast Guard Seizes Boat, Arrests 12 Hong Kong Protesters” (英語). Radio Free Asia. 2020年8月28日時点のオリジナルよりアーカイブ。2020年10月3日閲覧。
31. ↑  “眾新聞 | 中國海警截非法越境者 據報李宇軒等12港人赴台失敗被送中 鄧炳強︰未收通知” (中国語). 眾新聞. 2021年6月26日時点のオリジナルよりアーカイブ。2020年10月3日閲覧。
32. ↑  “Law of the People's Republic of China on the Territorial Sea and the Contiguous Zone”. www.lawinfochina.com. 2020年9月18日時点のオリジナルよりアーカイブ。2020年10月3日閲覧。
33. ↑  “李宇軒等 12 人據報乘艇赴台被截獲 鄧炳強：事前不知情 非跨境合作 | 立場報道 | 立場新聞” (中国語). 立場新聞 Stand News. 2020年8月28日時点のオリジナルよりアーカイブ。2020年10月3日閲覧。
34. ↑  “12 港青據報乘快艇擬赴台 被中國海警截獲送中 包括被港警國安處拘捕李宇軒 | 立場報道 | 立場新聞” (中国語). 立場新聞 Stand News. 2020年9月2日時点のオリジナルよりアーカイブ。2020年10月3日閲覧。
35. ↑  “保安局：警方接內地通報12名港人被採取刑事強制措施 - RTHK” (中国語). news.rthk.hk. 2021年6月26日時点のオリジナルよりアーカイブ。2020年10月3日閲覧。
36. ↑  admin (2020年8月28日). “China Captures Hong Kong Activists Fleeing to Taiwan by Sea” (英語). 24 News Order. 2021年1月16日時点のオリジナルよりアーカイブ。2020年10月5日閲覧。
37. ↑  “反送中12港青逃亡被逮 林鄭月娥暗示應「送中」” (中国語). Radio Free Asia. 2020年9月14日時点のオリジナルよりアーカイブ。2020年10月3日閲覧。
38. ↑  “12 港人送中 內地律師今申請會見再被拒 指當事人已被委派官派律師 續要求會晤核實 | 立場報道 | 立場新聞” (中国語). 立場新聞 Stand News. 2020年9月9日時点のオリジナルよりアーカイブ。2020年10月3日閲覧。
39. ↑  “China claims 12 detained Hongkongers are 'separatists,' as democrat warns they may become diplomatic 'bargaining chips'” (英語). Hong Kong Free Press (2020年9月14日). 2021年6月26日時点のオリジナルよりアーカイブ。2020年10月3日閲覧。
40. ↑  Soo, Zen (2020年9月14日). “China confirms it detained 12 Hong Kongers at sea last month” (英語). Daily Herald / Associated Press. 2021年6月26日時点のオリジナルよりアーカイブ。2020年10月3日閲覧。
41. ↑  Soo, Zen. “China confirms it detained 12 Hong Kongers at sea last month” (英語). ABC News / Associated Press. 2020年11月27日時点のオリジナルよりアーカイブ。2020年10月5日閲覧。
42. ↑  “Captured Hongkongers are separatists, says Beijing - RTHK” (英語). news.rthk.hk. 2020年12月21日時点のオリジナルよりアーカイブ。2020年10月3日閲覧。
43. ↑  “Hong Kong says it will ‘not interfere’ in China detention of 12” (英語). www.aljazeera.com. 2020年10月18日時点のオリジナルよりアーカイブ。2020年10月3日閲覧。
44. ↑  “All detainees have picked their lawyers: John Lee - RTHK” (英語). news.rthk.hk. 2020年12月21日時点のオリジナルよりアーカイブ。2020年10月3日閲覧。
45. ↑  “Hongkongers held in mainland China ‘selected lawyers’ from” (英語). Hong Kong News. 2020年10月26日時点のオリジナルよりアーカイブ。2020年10月3日閲覧。
46. ↑  “Twelve Hong Kong suspects alleged of illegal entry to Mainland”. www.info.gov.hk. 2020年11月25日時点のオリジナルよりアーカイブ。2020年10月3日閲覧。
47. ↑  “A nightmare comes true for 12 Hong Kongers arrested at sea, now in Chinese detention”. Los Angeles Times (2020年9月25日). 2020年11月28日時点のオリジナルよりアーカイブ。2020年10月19日閲覧。
48. ↑  “アーカイブされたコピー”. 2020年10月27日時点のオリジナルよりアーカイブ。2020年11月28日閲覧。
49. ↑  “眾新聞 | 【12港人罪名】鄧棨然、喬映瑜涉組織偷渡 其餘10人涉偷越邊境 家屬：沒機會團圓是生是死都不知” (中国語). 眾新聞. 2020年10月30日時点のオリジナルよりアーカイブ。2020年10月3日閲覧。
50. ↑  “行政長官會見傳媒開場發言及答問內容（附圖／短片）”. www.info.gov.hk. 2021年6月26日時点のオリジナルよりアーカイブ。2020年10月18日閲覧。
51. ↑  “Hong Kong leader Carrie Lam postpones annual policy address until after trip to Beijing” (英語). CNBC (2020年10月12日). 2020年10月27日時点のオリジナルよりアーカイブ。2020年10月18日閲覧。
52. ↑  “【送中 51 日】林鄭赴深圳賀特區成立 40 年 被問會否探望 12 港人：每星期都問呢啲 | 立場報道 | 立場新聞” (英語). 立場新聞 Stand News. 2020年10月28日時点のオリジナルよりアーカイブ。2020年10月18日閲覧。
53. ↑  “Case of 12 HK detainees kept off Legco's agenda - RTHK” (英語). news.rthk.hk. 2021年6月26日時点のオリジナルよりアーカイブ。2020年10月30日閲覧。
54. ↑  “Transcript of remarks by CE at media session before ExCo meeting (with video)”. www.info.gov.hk. 2020年10月30日閲覧。
55. ↑  Wong, Rachel (2020年10月28日). “Lawyers for fugitive Hongkongers detained in China ordered to drop case”. Hong Kong Free Press. 2020年12月1日時点のオリジナルよりアーカイブ。2020年10月29日閲覧。
56. ↑  Wong, Rachel (2020年9月12日). “'I feel helpless': mother of Hongkonger captured by Chinese marine police pledges to fight on” (英語). Hong Kong Free Press. 2020年11月11日時点のオリジナルよりアーカイブ。2020年10月3日閲覧。
57. ↑  “【12 港人送中】家屬晤傳媒 哭訴被捕者音訊全無生死未卜 轟港府無實質協助 拒絕中國「官派律師」 | 立場報道 | 立場新聞” (中国語). 立場新聞 Stand News. 2020年9月16日時点のオリジナルよりアーカイブ。2020年10月3日閲覧。
58. ↑  Pang, Jessie; Murdoch, Scott (2020年9月20日). “Relatives of 12 Hong Kong people arrested by China demand access for own lawyers” (英語). Reuters.  オリジナルの2020年10月30日時点におけるアーカイブ。 2020年11月28日2020-10-03閲覧。
59. ↑  “【12港人】家屬報警促交代海巡及雷達紀錄 釐清「到底喺邊度拉」 | 獨媒報導”. 香港獨立媒體網. 2020年11月10日時点のオリジナルよりアーカイブ。2020年10月3日閲覧。
60. ↑  “12 港人家屬中聯辦請願 家屬哽咽：中秋不快樂 | 立場報道 | 立場新聞” (中国語). 立場新聞 Stand News. 2021年6月26日時点のオリジナルよりアーカイブ。2020年10月3日閲覧。
61. 1 2  “鄒家成指李宇軒等 12 人仍被扣押 料 10.1 前確定會否逮捕 區議員聯署要求港府安排回港 | 立場報道 | 立場新聞” (中国語). 立場新聞 Stand News. 2020年10月26日時点のオリジナルよりアーカイブ。2020年10月3日閲覧。
62. 1 2  “趙柱幫【幫您發聲】” (英語). www.facebook.com. 2021年6月26日時点のオリジナルよりアーカイブ。2020年10月3日閲覧。
63. ↑  “#Save12HKYouth: Effects of Hong Kong’s National Security Law” (英語). Raise the Voices. 2020年9月29日時点のオリジナルよりアーカイブ。2020年10月3日閲覧。
64. ↑  “12港人送中｜逾百區議員街站聲援 李予信冀有千千萬萬明信片寄去鹽田 讓中國見到港人關注” (中国語). Apple Daily 蘋果日報. 2021年6月26日時点のオリジナルよりアーカイブ。2020年10月3日閲覧。
65. ↑  Davidson, Helen (2020年9月30日). “Families plead for Hong Kong activists accused of trying to flee by speedboat” (英語). The Guardian. 2020年11月28日時点のオリジナルよりアーカイブ。2020年10月3日閲覧。
66. ↑  “三女生拒賀中秋：上年今日有人中槍，今日仲有12手足喺深圳，唔值得慶祝 | 獨媒報導” (中国語). 香港獨立媒體網. 2020年11月6日時点のオリジナルよりアーカイブ。2020年10月4日閲覧。
67. ↑  “登獅子山舉燈牌籲關注 12 港人 16 歲中六女生：藉盞燈同佢哋講，我哋陪你 | 立場報道 | 立場新聞” (中国語). 立場新聞 Stand News. 2020年11月1日時点のオリジナルよりアーカイブ。2020年10月4日閲覧。
68. ↑  “飛鵝山掛「禁錮無理 釋放12子」直幡 (08:51) - 20201007 - 港聞”. 即時新聞. 2021年3月4日時点のオリジナルよりアーカイブ。2020年10月7日閲覧。
69. ↑  “營救12人 港人獅子山亮燈 市區貼天滅中共(圖) - 時事追蹤” (中国語). 看中國 (2020年10月13日). 2020年11月4日時点のオリジナルよりアーカイブ。2020年10月30日閲覧。
70. ↑  Cheng, Selina (2020年10月27日). “Police hand out Covid-19 fines to activists rallying for ‘Hong Kong 12’ held in China, amid global campaign for release”. Hong Kong Free Press. 2020年12月1日時点のオリジナルよりアーカイブ。2020年10月27日閲覧。
71. 1 2  Ho, Kelly (2020年10月6日). “Lam says Hong Kong police played no part in detention of 12 Hongkongers at sea after report of air surveillance”. Hong Kong Free Press. 2020年11月28日時点のオリジナルよりアーカイブ。2020年10月27日閲覧。
72. ↑  “Portuguese envoy pledges ‘humanitarian’ support for detained Hongkonger” (英語). South China Morning Post (2020年9月2日). 2020年9月24日時点のオリジナルよりアーカイブ。2020年10月3日閲覧。
73. ↑  “Relatives urge China to return 12 detainees to Hong Kong”. AP NEWS (2020年9月12日). 2021年6月26日時点のオリジナルよりアーカイブ。2020年10月3日閲覧。
74. ↑  “REFILE-Hong Kong says will not interfere with Chinese law enforcement arrest of 12 residents at sea” (英語). Reuters. (2020年9月14日).  オリジナルの2020年12月16日時点におけるアーカイブ。 2020年11月28日2020-10-03閲覧。
75. ↑  “Pompeo defends 12 Hong Kongers detained by China”. AP NEWS (2020年10月14日). 2020年10月17日時点のオリジナルよりアーカイブ。2020年10月18日閲覧。
76. ↑  “America Stands for Freedom” (英語). United States Department of State. 2020年11月1日時点のオリジナルよりアーカイブ。2020年10月18日閲覧。
77. ↑  Watt, Louise (2020年6月25日). “Hong Kong protesters flee to Taiwan to continue China resistance” (英語). the Guardian. 2020年11月23日時点のオリジナルよりアーカイブ。2020年10月5日閲覧。
78. ↑  “Taiwan holding five Hong Kongers picked up at sea - sources” (英語). Reuters. (2020年9月14日).  オリジナルの2020年10月8日時点におけるアーカイブ。 2020年11月28日2020-10-05閲覧。
79. ↑  “Flight of Hong Kong protesters piles pressure on Taiwan” (英語). Reuters. (2020年9月30日).  オリジナルの2020年11月6日時点におけるアーカイブ。 2020年11月28日2020-10-05閲覧。
80. ↑  “Hong Kong: Radicali, da Torino al via mobilitazione” (英語). Lo Spiffero. 2020年10月20日時点のオリジナルよりアーカイブ。2020年10月18日閲覧。
81. ↑  “Stand with Hong Kong - 12 giorni di iniziative per Hong Kong” (イタリア語). Radicali Italiani (2020年10月12日). 2020年11月1日時点のオリジナルよりアーカイブ。2020年10月18日閲覧。
82. ↑  “Hong Kong: National Security Law - Hansard”. hansard.parliament.uk. 2020年10月18日時点のオリジナルよりアーカイブ。2020年10月18日閲覧。
83. ↑  “63 MPs / Peers call for Dominic Raab to make 12 HK youths 'diplomatic priority'” (英語). Hong Kong Watch. 2021年3月1日時点のオリジナルよりアーカイブ。2020年10月30日閲覧。
84. ↑  “MPs urge Dominic Raab to demand China return detained Hong Kong protesters” (英語). the Guardian (2020年10月23日). 2020年11月30日時点のオリジナルよりアーカイブ。2020年10月30日閲覧。
85. ↑  Kwan, Rhoda (2020年10月7日). “In Pictures: Ambassador demands UK take action after protesters chant slogans, burn Chinese flag outside embassy” (英語). Hong Kong Free Press HKFP. 2020年11月11日時点のオリジナルよりアーカイブ。2020年10月18日閲覧。
86. ↑  Davidson, Helen (2020年10月21日). “Save 12 HK youths: campaign to free boat detainees goes global”. The Guardian. 2021年6月26日時点のオリジナルよりアーカイブ。2020年10月27日閲覧。
87. ↑  “拯救遭中扣押12港人 瑞典環保少女、「王婆婆」聲援 - 國際 - 自由時報電子報” (中国語). news.ltn.com.tw (2020年10月17日). 2020年10月22日時点のオリジナルよりアーカイブ。2020年10月18日閲覧。
88. ↑  “The campaign to save the 12 Hong Kong youths” (英語). Hong Kong Watch. 2020年11月1日時点のオリジナルよりアーカイブ。2020年10月18日閲覧。
89. ↑  自由時報電子報 (2020年10月16日). “響應香港監察 「毋忘義士、釋放十二」 中國流亡畫師罕見露臉 - 國際” (中国語). 自由時報電子報. 2020年10月20日時点のオリジナルよりアーカイブ。2020年10月18日閲覧。
90. ↑  “十二港青：全球30城市聲援如箭在弦” (中国語). Radio Free Asia. 2020年11月26日時点のオリジナルよりアーカイブ。2020年10月30日閲覧。
91. ↑  世界新聞網. “聲援12港青 全球38城響應 家屬斥北京、香港互踢皮球” (中国語). 世界新聞網. 2020年11月9日時点のオリジナルよりアーカイブ。2020年10月30日閲覧。
92. ↑  “警方稱經檢視無發現內地海警船進入本港水域 - RTHK” (中国語). news.rthk.hk. 2020年10月3日時点のオリジナルよりアーカイブ。2020年10月3日閲覧。
93. ↑  https://Www.post852.com, 852郵報 (2020年9月16日). “【12港青送中】郭卓堅稱蝦艇船家目擊公安在港水域拘人 林卓廷籲證人公開講述事發經過｜852郵報” (中国語). 852郵報. 2020年9月18日時点のオリジナルよりアーカイブ。2020年10月3日閲覧。
94. ↑  “Everything you need to know about human rights in China” (英語). www.amnesty.org. 2020年11月25日時点のオリジナルよりアーカイブ。2020年10月3日閲覧。
95. ↑  “World Report 2020: Rights Trends in China’s Global Threat to Human Rights” (英語). Human Rights Watch (2020年1月3日). 2020年11月28日時点のオリジナルよりアーカイブ。2020年10月3日閲覧。
96. ↑  Ramzy, Austin; Yu, Elaine (2020年9月29日). “For Hong Kong Protesters Caught at Sea, Trial in China Is Likely” (英語). The New York Times. ISSN 0362-4331.  オリジナルの2020年11月28日時点におけるアーカイブ。 2020年11月28日2020-10-05閲覧。
97. ↑  “China approves arrest of 12 Hong Kong speedboat fugitives” (英語). www.aljazeera.com. 2020年11月28日時点のオリジナルよりアーカイブ。2020年10月3日閲覧。
98. ↑  “朱耀明發聲明斥《大公報》報道失實 稱暗示他涉偷渡計劃居心叵測 (13:50) - 20200829 - 港聞” (中国語). 明報新聞網 - 即時新聞 instant news. 2020年9月20日時点のオリジナルよりアーカイブ。2020年10月3日閲覧。
99. ↑  “【送中 29 天】家屬赴警總報案 促確認 12 人情況 公開雷達、巡邏紀錄 | 立場報道 | 立場新聞” (英語). 立場新聞 Stand News. 2020年9月24日時点のオリジナルよりアーカイブ。2020年10月3日閲覧。